# Empoasca awa
Empoasca awa är en insektsart som beskrevs av Irena Dworakowska 1977. Empoasca awa ingår i släktet Empoasca och familjen dvärgstritar. Inga underarter finns listade i Catalogue of Life.